# الکسی میلر
الکسی میلر (به روسی: Алексе́й Бори́сович Ми́ллер) (زاده ۳۱ ژانویه ۱۹۶۲) سیاست‌مدار، بازرگان و مدیر ارشد اجرایی روس است، که هم‌اکنون مدیر عامل اجرایی گازپروم (بزرگترین شرکت روسیه و بزرگترین تولیدکننده گاز طبیعی جهان) می‌باشد.
میلر در سال ۱۹۶۲ در یک خانواده مهاجر آلمانی، در شهر لنینگراد (سن پترزبورگ کنونی) زاده شد. او مدرک دکترای اقتصاد خود را، در سال ۱۹۸۹ از دانشگاه اقتصاد سن پترزبورگ کسب نمود.
از سال ۱۹۹۱ تا ۱۹۹۶ الکسی میلر به‌عنوان معاون شهردار سن پترزبورگ یعنی ولادیمیر پوتین فعالیت نمود. در فاصله سال‌های ۱۹۹۶ تا ۱۹۹۹ وی ریاست کمیته سرمایه‌گذاری و توسعه بندر سن پترزبورگ را برعهده داشت.
در سال‌های ۱۹۹۹ و ۲۰۰۰ الکسی میلر؛ مدیر عامل پروژه احداث سامانه خط لوله بالتیک بود. در سال ۲۰۰۰ او به‌عنوان معاون وزیر انرژی روسیه، منصوب شد. وی از ۲۰۰۱ در جایگاه نایب رییس هیئت مدیره و مدیرعامل گازپروم، عملاً سکان رهبری این شرکت را در دست دارد.